# Alexander Nilsson (cầu thủ bóng đá, sinh 1990)
Alexander Nilsson (sinh ngày 2 tháng 9 năm 1990) là một cầu thủ bóng đá người Thụy Điển thi đấu cho IF Brommapojkarna ở Allsvenskan.